# شنویل، کبک
شنویل (به فرانسوی: Chénéville) شهری در منطقه شهری پاپینو ناحیه اوتاوه در استان کبک کانادا است. در سرشماری سال ۲۰۱۱ این شهر ۷۹۶ نفر جمعیت داشته‌است و مساحت آن ۶۵٫۲۲ کیلومتر مربع است.